# Joseph Kerwin
Joseph Peter Kerwin (ur. 19 lutego 1932 w Oak Park w stanie Illinois) – komandor rezerwy korpusu medycznego Marynarki Wojennej Stanów Zjednoczonych, astronauta amerykański.

## Wykształcenie i służba wojskowa
- 1949 – w rodzinnym mieście Oak Park, stan Illinois ukończył Fenwick High School.
- 1953 – został absolwentem College of the Holy Cross w Worcester, stan Massachusetts.
- 1957 – po ukończeniu w Chicago (stan Illinois) Wydziału Medycznego Northwestern University Medical School otrzymał tytuł lekarza medycyny. Staż odbył w General Hospital w Waszyngtonie.
- grudzień 1958 – po zakończeniu kursu w Szkole Medycyny Lotniczej Akademii Morskiej (U.S. Navy School of Aviation Medicine) w bazie Pensacola na Florydzie został lekarzem lotnictwa Marynarki Wojennej Stanów Zjednoczonych. Wcześniej został członkiem korpusu medycznego Marynarki Wojennej.
- 1959-1961 – był lekarzem lotniczym w 14 Grupie Lotnictwa Piechoty Morskiej (Marine Air Group 14) w bazie lotniczej Cherry Point, stan Karolina Północna.
- 1962 – w bazie Beeville (stan Teksas) przeszedł przeszkolenie lotnicze uzyskując uprawnienia pilota lotnictwa morskiego. Był wówczas jednym z 12 lekarzy lotniczych, którzy posiadali takie kwalifikacje.

Służył w 101 eskadrze myśliwców (Fighter Squadron 101) w bazie lotniczej Oceana. Do czasu włączenia do korpusu astronautów był w bazie Cecil Field głównym lekarzem lotniczym jednej z jednostek lotnictwa transportowego.
- marzec 1987 – opuścił Marynarkę Wojenną przechodząc do rezerwy.

Wylatał ponad 4500 godzin.

## Kariera astronauty

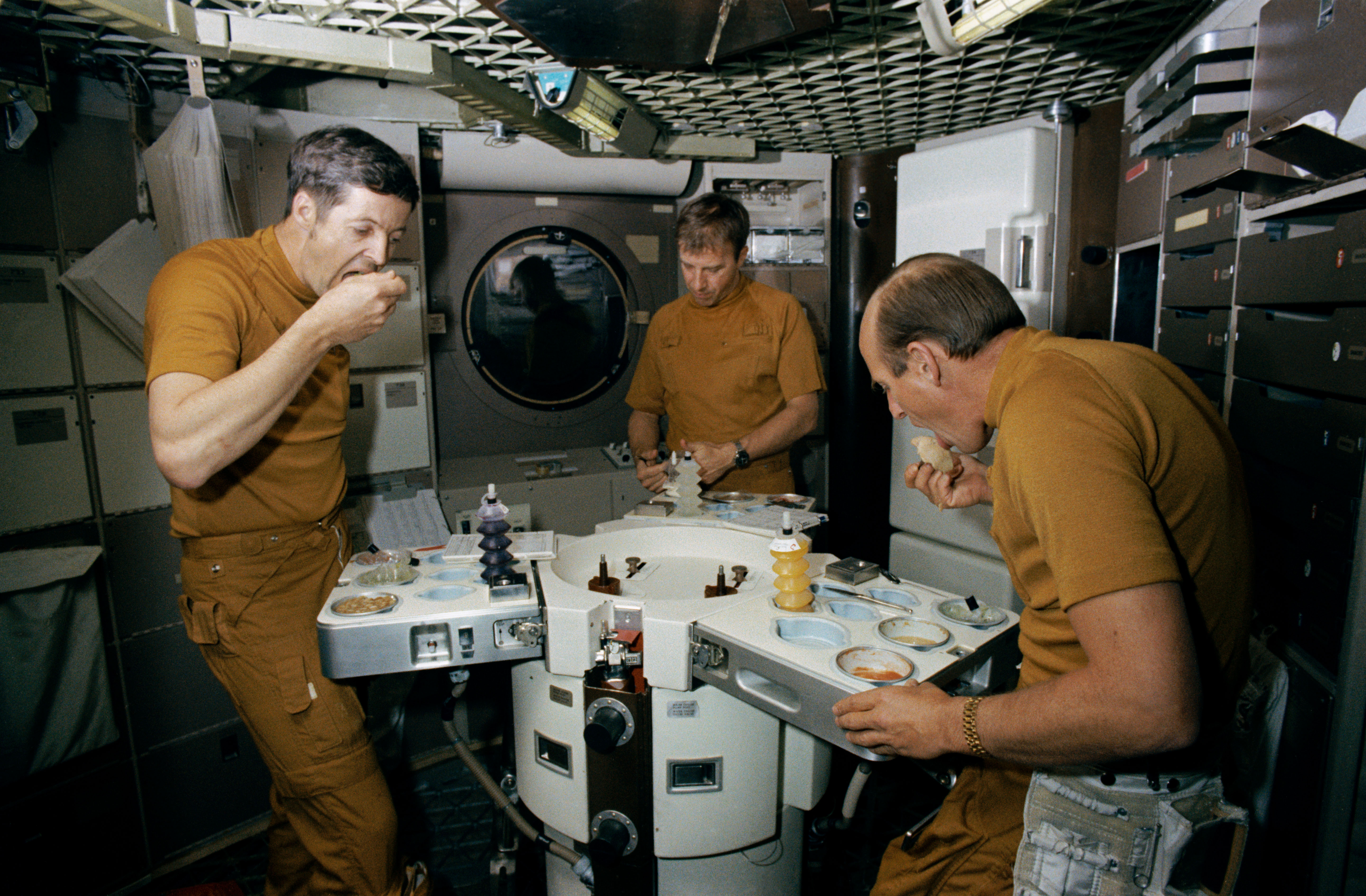
1 marca 1973 – załoga Skylaba podczas treningu w makiecie stacji. Od lewej: Joseph Kerwin, Paul Weitz i Charles Conrad.

- 29 czerwca 1965 dostał się do czwartej grupy astronautów NASA (NASA 4(inne języki)). W jej skład weszło 6 naukowców.
- 1970 – podczas lotu statku kosmicznego Apollo 13 w Centrum Kierowania Lotem w Houston pełnił funkcję tzw. CapCom (operatora łączności).
- styczeń 1972 – został włączony do składu pierwszej załogowej wyprawy na pokład amerykańskiej stacji kosmicznej Skylab (lot Skylab 2).
- 25 maja – 22 czerwca 1973 – uczestniczył w załogowej misji Skylab 2.

Po rozpoczęciu realizacji programu Space Transportation System Joseph Kerwin pracował w Biurze Astronautów NASA. Kierował przygotowaniami do pierwszego naboru astronautów – specjalistów misji. Ponadto zajmował się zagadnieniami związanymi z umieszczaniem na orbicie przez astronautów sztucznych satelitów przewożonych w ładowni wahadłowca, ich remontem oraz sprowadzaniem na Ziemię.
- kwiecień 1982 - grudzień 1983 – był głównym przedstawicielem naukowym NASA w Australii. Koordynował współpracę pomiędzy Oddziałem NASA a australijskim ministerstwem ds. nauki i techniki (Department of Science and Technology).

Wspomniane obowiązki uniemożliwiły mu ponowny lot w kosmos w ramach misji STS-41-C.
- 1984-1987 – w Johnson Space Center był dyrektorem Wydziału Badań Kosmicznych i Medyczno-biologicznych.
- marzec 1987 – opuścił korpus astronautów NASA.

## Loty załogowe
- Skylab 2

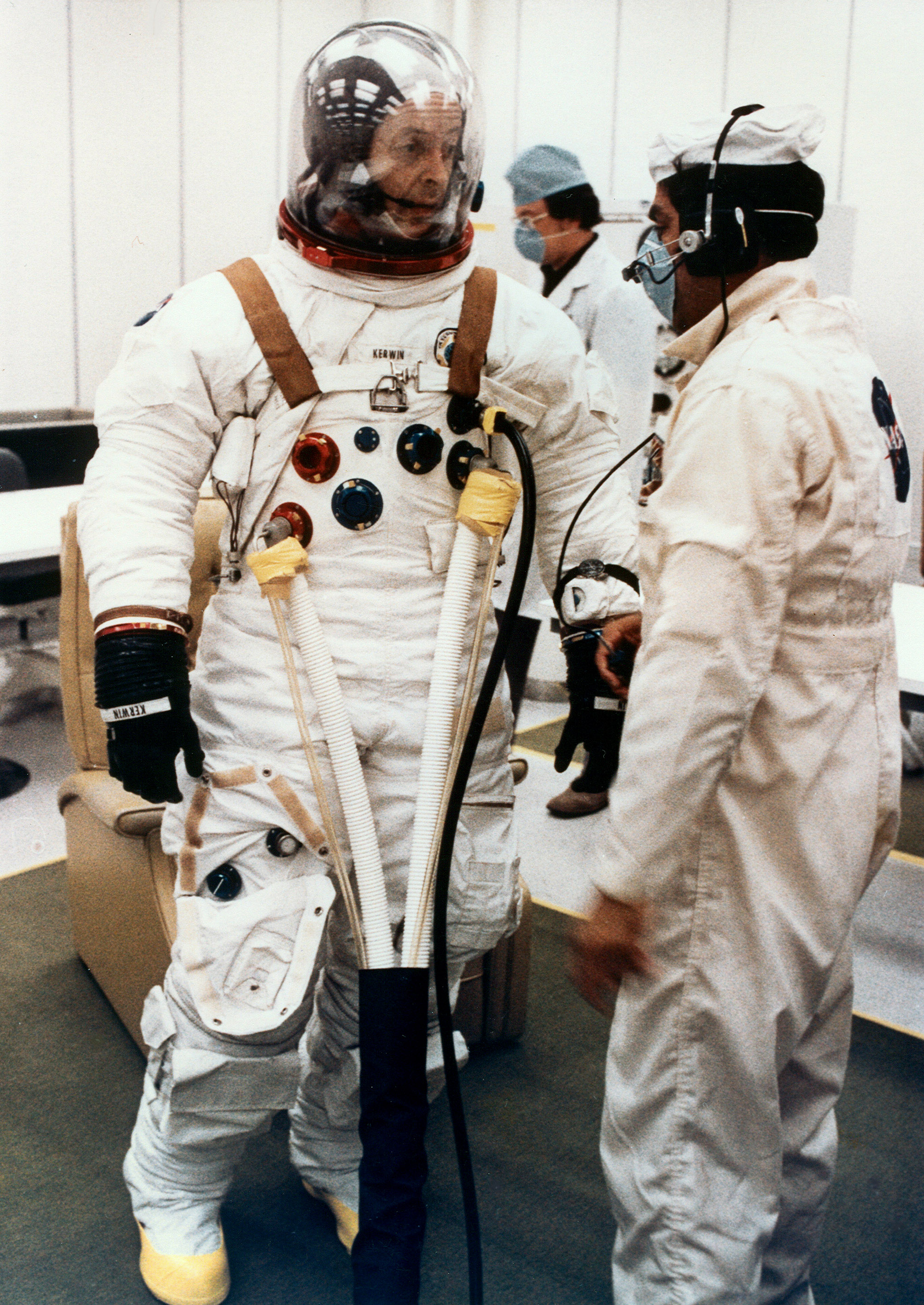
Joseph Kerwin podczas przygotowań przedstartowych.

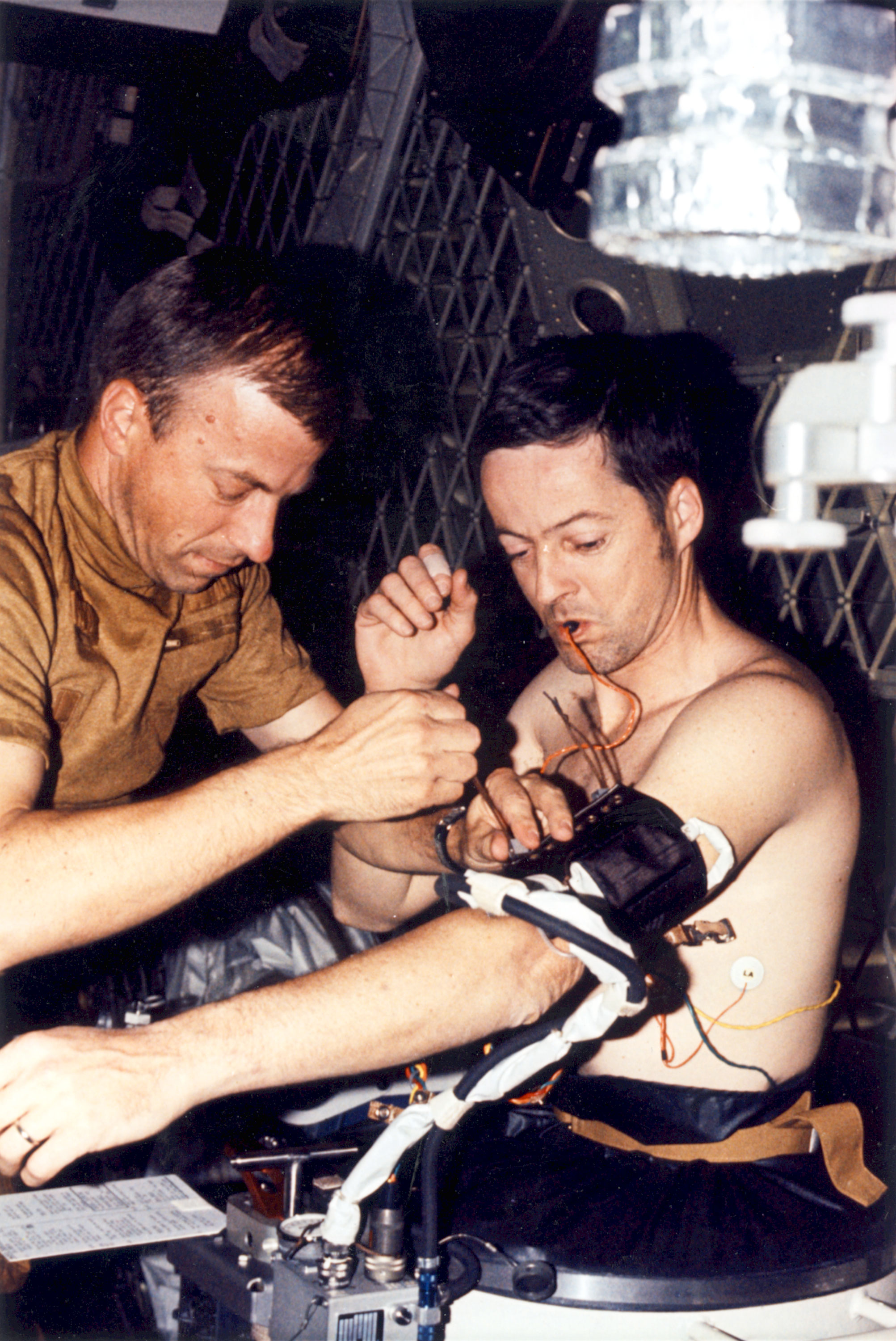
Astronauci Weitz i Kerwin podczas eksperymentu medycznego

25 maja 1973 wystartował na pokładzie statku Apollo do misji oznaczonej jako Skylab SL-2.
Była to pierwsza załogowa misja, jaka udała się na pokład amerykańskiej stacji kosmicznej Skylab, wystrzelonej na orbitę okołoziemską przy użyciu zmodyfikowanej rakiety nośnej Saturn V (bez trzeciego stopnia) 14 maja 1973. Dowódcą wyprawy był Charles Conrad, a pilotem misji Paul Weitz. Joseph Kerwin pełnił funkcję pilota-naukowca.
Pierwotnie astronauci mieli wystartować 15 maja 1973, ale okazało się, że podczas startu osłona meteorytowa uległa uszkodzeniu (zniszczona została przy tym jedna z baterii słonecznych) i misja została przełożona o 10 dni. Czas ten był niezbędny dla personelu naziemnego, aby znaleźć sposób naprawienia stacji.
Koniecznym stało się zainstalowanie swego rodzaju zastępczej osłony termicznej chroniącej wnętrze Skylaba przed nadmiernym nagrzaniem się. Na pokładzie statku Apollo astronauci wykonali specjalny „parasol”. Po jego zainstalowaniu na zewnętrznej powierzchni laboratorium temperatura wewnątrz stacji spadła do takiego poziomu, że astronauci mogli wreszcie wejść na pokład Skylaba. 7 czerwca 1973 Kerwin wraz z dowódcą wyprawy Charlesem Conradem wyszli na zewnątrz stacji w celu dokonania naprawy uszkodzonej baterii słonecznej. Umożliwiło to przywrócenie zasilania stacji w energię elektryczną niezbędną dla jej dalszego funkcjonowania.
Podczas całej wyprawy astronauci przeprowadzili liczne badania i eksperymenty medyczne. Wykonali ponad 29 000 zdjęć fotograficznych.
22 czerwca 1973 kapsuła z astronautami wodowała na Oceanie Spokojnym. Załogę i statek kosmiczny zabrał na pokład okręt ratowniczy, lotniskowiec USS Ticonderoga.

## Po opuszczeniu NASA
- 1988-1990 – po opuszczeniu NASA był kierownikiem naukowym programu budowy stacji kosmicznej Freedom w firmie Lockheed Martin Missiles and Space Company. Później pracował w United Space Alliance.
- 1990-1993 – był członkiem rady konsultacyjnej NASA.
- 1994-1995 – ze strony firmy Lockheed Martin kierował grupą, koordynującą ze stroną rosyjską budowę FGB – pierwszego modułu Międzynarodowej Stacji Kosmicznej (ISS).
- czerwiec 1996 – rozpoczął pracę w Systems Research Laboratories. Firma starała się o kontrakt na medyczną obsługę Centrum Lotów Kosmicznych imienia Lyndona B. Johnsona. Ostatecznie kontrakt uzyskała firma KRUG Life Sciences. Ku zdziwieniu Kerwina otrzymał propozycję kierowania wspomnianą firmą. 1 kwietnia 1997 został prezesem KRUG Life Science Inc. w Houston, stan Teksas. Z dniem 16 marca 1998 firmę przekształcono w specjalną jednostkę gospodarczą Wyle Laboratories w El Segundo, stan Kalifornia.

Równocześnie jako przedstawiciel przemysłu zasiadał w Radzie Dyrektorów Narodowego Instytutu Naukowo-Badawczego Medycyny Kosmicznej (National Space Biomedical Research Institute).

## Nagrody i odznaczenia
- Navy Distinguished Service Medal
- NASA Distinguished Service Medal
- Universal Astronaut Insignia za lot orbitalny (nr 60) – Stowarzyszenie Uczestników Lotów Kosmicznych (Association of Space Explorers(inne języki))[1]

## Wykaz lotów
| Loty kosmiczne, w których uczestniczył Joseph P. Kerwin.      | Loty kosmiczne, w których uczestniczył Joseph P. Kerwin. | Loty kosmiczne, w których uczestniczył Joseph P. Kerwin. | Loty kosmiczne, w których uczestniczył Joseph P. Kerwin. | Loty kosmiczne, w których uczestniczył Joseph P. Kerwin. | Loty kosmiczne, w których uczestniczył Joseph P. Kerwin. |
| №                                                             | Data startu                                              | Data lądowania                                           | Statek kosmiczny                                         | Funkcja                                                  | Czas trwania                                             |
| ------------------------------------------------------------- | -------------------------------------------------------- | -------------------------------------------------------- | -------------------------------------------------------- | -------------------------------------------------------- | -------------------------------------------------------- |
| 1                                                             | 25 maja 1973                                             | 22 czerwca 1973                                          | Skylab 2                                                 | Pilot-naukowiec                                          | 28 dni 49 minut i 49 sekund                              |
| Łączny czas spędzony w kosmosie — 28 dni 49 minut i 49 sekund |                                                          |                                                          |                                                          |                                                          |                                                          |